# Samuel (roman)
Pour les articles homonymes, voir Samuel.
Samuel est un roman de Raffi (Hakob Mélik Hakobian) paru en 1886.
Ce roman, chef-d'œuvre de Raffi, retrace une période trouble de l'histoire de l'Arménie au début du christianisme. Fidèle à sa patrie et à sa religion, le prince Samuel viendra à bout des Perses sassanides et des collaborateurs arméniens qui tentèrent d'asservir son pays.

## Histoire
Samuel est un héros chrétien. Dans ce IVe siècle où domine la Perse des Sassanides, ce fils d'un père renégat et d'une mère apostate entre en rébellion pour sauver l'Arménie dont le roi est exilé, une Arménie passée sous la coupe du traître Méroujan. Le jeune et beau prince se fait justicier. « Il avait à peine vingt-cinq ans. Sa silhouette était élancée et son teint mêlé d'un soupçon de jaune trahissait l'origine de ses ancêtres. »
De batailles en fêtes religieuses, de guerres violentes en holocaustes comme on en menait dans l'Antiquité, Raffi dessine le portrait d'un personnage qui lutte pour son pays, sa foi, et tente de chasser ce culte du feu apporté par la puissante Perse.